# Roland Sauer (Politiker)

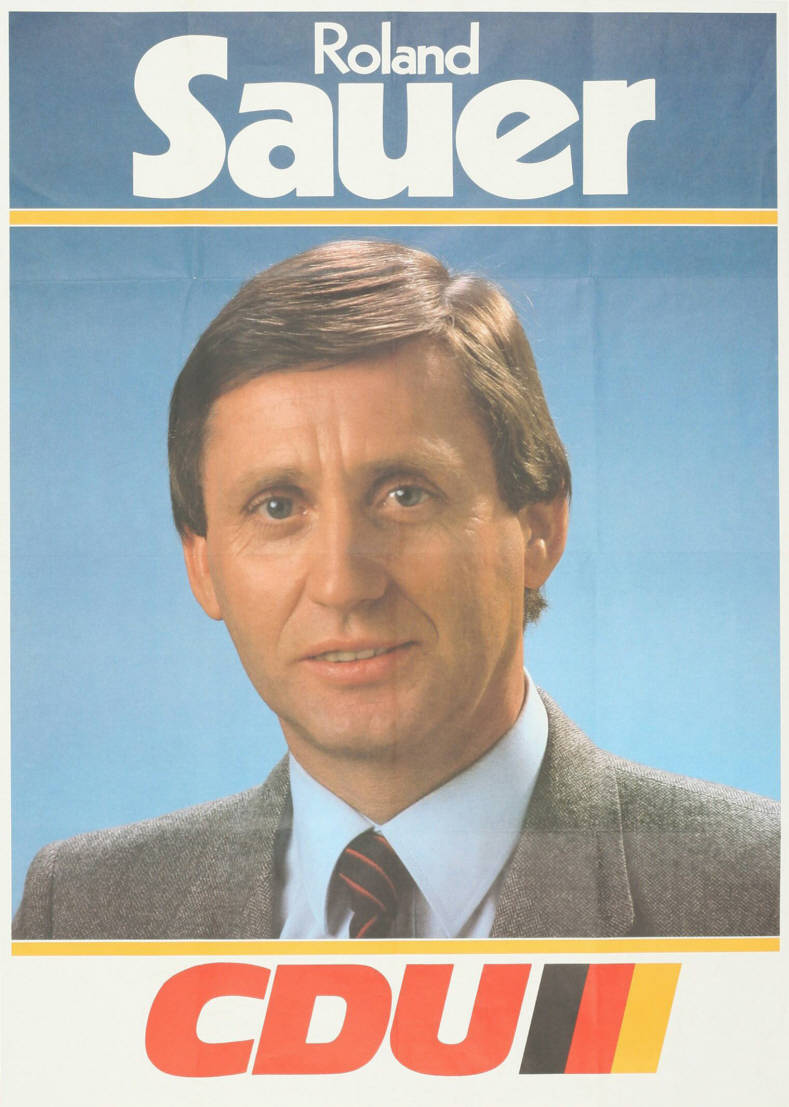
Kandidatenplakat zur Bundestagswahl 1983

Roland Sauer (* 27. Juli 1939 in Stuttgart) ist ein deutscher Politiker (CDU).

## Leben
Nach dem Erreichen der mittleren Reife am Stuttgarter Karlsgymnasium machte Sauer eine Schriftsetzerlehre und ein Studium an der Kunstakademie Stuttgart über acht Semester. Ab 1962 war er als selbständiger Grafiker tätig. Von 1972 bis 1975 war er im Diözesanrat der Diözese Rottenburg vertreten sowie Aufsichtsratsvorsitzender der Siedlungsgenossenschaft Mein Heim.
1955 wurde Sauer Mitglied der CDU. Von 1968 bis 1980 war er Mitglied des Stuttgarter Gemeinderates und dort stellvertretender Fraktionsvorsitzender. Von 1980 bis 1998 saß er im Deutschen Bundestag und war dort drogenpolitischer Sprecher der CDU/CSU-Fraktion. Er vertrat den Bundestagswahlkreis Stuttgart I als direkt gewählter Abgeordneter.
2009 gründete Sauer den Verein Frühstück für Kinder. Der Verein bietet an zehn Stuttgarter Brennpunktschulen ein kostenloses Frühstück an. Rund 520 Kinder nehmen an diesem einfachen, aber ausgewogenen Frühstück teil.

## Ehrungen
- 1990: Verdienstkreuz am Bande der Bundesrepublik Deutschland
- 2001: Verdienstkreuz Erster Klasse des Verdienstordens der Bundesrepublik Deutschland[1]